# 阿尤恩阿特魯斯
阿尤恩阿特魯斯是西非國家毛里塔尼亞南部的城鎮，也是西胡德省的首府，是2007年達喀爾拉力賽的其中一站，市內有機場和牲畜市場，19977年人口8,528，2000年人口增加至11,867。